# Токбай
Токбай (кирг. Токбай) — село в Сокулукском районе Чуйской области Кыргызстана. Входит в состав Кызыл-Тууского аильного округа. Код СОАТЕ —41708 222 838 05 0.

## География
Село расположено в северо-западной части области, у подножья Киргизского хребта, к югу от Большого Чуйского канала, юго-восточнее города Шопоков. Абсолютная высота — 831 метр над уровнем моря.

## Население
| год     | 2009 | 2014 | 2015 |
| ------- | ---- | ---- | ---- |
| человек | 364  | 432  | 447  |